# Louvre: L’Ultime Malédiction
Louvre: L’Ultime Malédiction — компьютерная игра в жанре квест. Разработана французской компанией Canal+ Multimedia для Windows и Sony PlayStation и издана DreamCatcher Interactive в 2001 году. В России игра была выпущена компанией Руссобит-М под названием Лувр: Последнее проклятие. В США игры вышла под названием The Messenger, а в Великобритании как Louvre: The Final Curse.

## Сюжет
Отец Морганы, умирая, попросил свою дочь проникнуть в Лувр и принести несколько предметов. В музее Моргана встречает призрака, который отправляет её в прошлое на поиск четырёх предметов, от которых зависит жизнь всего мира.

## Отзывы
| Сводный рейтинг | Сводный рейтинг |
| Агрегатор       | Оценка          |
| --------------- | --------------- |
| GameRankings    | 63,33 %         |

Игры получила тёплые отзывы критиков. Absolute Games поставила 70 % (неплохо), IGN 6.1 баллов.